# Ministerium für Arbeit, Soziales, Transformation und Digitalisierung Rheinland-Pfalz
Das Ministerium für Arbeit, Soziales, Transformation und Digitalisierung (kurz: MASTD) ist eine oberste Landesbehörde sowie neben der Staatskanzlei eines der neun Ministerien der Landesregierung von Rheinland-Pfalz. Das Ministerium wurde nach der Landtagswahl in Rheinland-Pfalz 2021 neu formiert und löste das Ministerium für Soziales, Arbeit, Gesundheit und Demografie (kurz: MSAGD) ab. Sein Sitz ist in der Landeshauptstadt Mainz, Bleichenviertel, Bauhofstraße.

## Behördenleitung
Seit dem 10. Juli 2024 ist Dörte Schall (SPD) Ministerin für Arbeit, Soziales, Transformation und Digitalisierung des Landes Rheinland-Pfalz. Der Staatssekretär im Ministerium ist seit demselben Tag Denis Alt (SPD).

## Aufgaben und Organisation
Das Ministerium gliedert sich unter Minister und Staatssekretär in folgende vier Abteilungen:
- Abteilung 61 – Zentrale Aufgaben
- Abteilung 62 – Arbeit und Transformation
- Abteilung 63 – Digitalisierung
- Abteilung 64 – Soziales

Im Ministerium ist zudem der Landesbeauftragte für die Belange von Menschen mit Behinderungen, seit 2013 Matthias Rösch, angesiedelt.

## Arbeitsminister seit 1946
| Name                                                              | Amtsantritt                                 | Kabinett                  | Partei              |
| Minister für Arbeit                                               | Minister für Arbeit                         | Minister für Arbeit       | Minister für Arbeit |
| ----------------------------------------------------------------- | ------------------------------------------- | ------------------------- | ------------------- |
| Paul Röhle                                                        | 3. Dezember 1946                            | Boden I                   | SPD                 |
| Minister für Wohlfahrt, Arbeit und Wiederaufbau                   |                                             |                           |                     |
| Johann Junglas                                                    | 13. Juni 1947                               | Boden II                  | CDU                 |
| Minister für Arbeit                                               |                                             |                           |                     |
| Wilhelm Bökenkrüger                                               | 9. Juli 1947                                | Altmeier I                | SPD                 |
| Minister für Gesundheit, Wohlfahrt und Arbeit                     |                                             |                           |                     |
| Johann Junglas                                                    | 20. Oktober 1949                            | Altmeier I                | CDU                 |
| Minister des Innern und für Soziales                              |                                             |                           |                     |
| Alois Zimmer                                                      | 13. Juni 1951 1. Juni 1955                  | Altmeier II Altmeier III  | CDU                 |
| Otto van Volxem                                                   | 15. Oktober 1957                            | Altmeier III              | CDU                 |
| August Wolters                                                    | 19. Mai 1959 18. Mai 1963                   | Altmeier IV Altmeier V    | CDU                 |
| Minister für Soziales                                             |                                             |                           |                     |
| Heiner Geißler                                                    | 18. Mai 1967 19. Mai 1969                   | Altmeier VI Kohl I        | CDU                 |
| Minister für Soziales, Gesundheit und Sport                       |                                             |                           |                     |
| Heiner Geißler                                                    | 18. Mai 1971 20. Mai 1975 2. Dezember 1976  | Kohl II Kohl III Vogel I  | CDU                 |
| Georg Gölter                                                      | 23. Juni 1977                               | Vogel I                   | CDU                 |
| Minister für Soziales, Gesundheit und Umwelt                      |                                             |                           |                     |
| Georg Gölter                                                      | 18. Mai 1979                                | Vogel II                  | CDU                 |
| Rudi Geil                                                         | 12. Juni 1981 18. Mai 1983                  | Vogel II Vogel III        | CDU                 |
| Minister für Soziales und Familie                                 |                                             |                           |                     |
| Ursula Hansen                                                     | 23. Mai 1985 23. Juni 1987 8. Dezember 1988 | Vogel III Vogel IV Wagner | CDU                 |
| Minister für Soziales, Familie und Sport                          |                                             |                           |                     |
| Ursula Funke                                                      | 21. Juni 1990                               | Wagner                    | parteilos           |
| Minister für Arbeit, Soziales, Familie und Gesundheit             |                                             |                           |                     |
| Ullrich Galle                                                     | 21. Mai 1991                                | Scharping                 | SPD                 |
| Minister für Arbeit, Soziales und Gesundheit                      |                                             |                           |                     |
| Florian Gerster                                                   | 26. Oktober 1994 20. Mai 1996               | Beck I Beck II            | SPD                 |
| Minister für Arbeit, Soziales, Familie und Gesundheit             |                                             |                           |                     |
| Florian Gerster                                                   | 18. Mai 2001                                | Beck III                  | SPD                 |
| Malu Dreyer                                                       | 15. März 2002 18. Mai 2006                  | Beck III Beck IV          | SPD                 |
| Minister für Arbeit, Soziales, Gesundheit, Familien und Frauen    |                                             |                           |                     |
| Malu Dreyer                                                       | 21. November 2006                           | Beck IV                   | SPD                 |
| Minister für Soziales, Arbeit, Gesundheit und Demografie          |                                             |                           |                     |
| Malu Dreyer                                                       | 18. Mai 2011                                | Beck V                    | SPD                 |
| Alexander Schweitzer                                              | 16. Januar 2013                             | Dreyer I                  | SPD                 |
| Sabine Bätzing-Lichtenthäler                                      | 12. November 2014 18. Mai 2016              | Dreyer I Dreyer II        | SPD                 |
| Minister für Arbeit, Soziales, Transformation und Digitalisierung |                                             |                           |                     |
| Alexander Schweitzer                                              | 18. Mai 2021                                | Dreyer III                | SPD                 |
| Dörte Schall                                                      | 10. Juli 2024                               | Schweitzer                | SPD                 |